# Greinton
Greinton är en ort och civil parish i Storbritannien.   Den ligger i grevskapet Somerset och riksdelen England, i den södra delen av landet, 190 km väster om huvudstaden London. Greinton ligger 17 meter över havet och antalet invånare är 193.
Terrängen runt Greinton är platt. Runt Greinton är det ganska tätbefolkat, med 160 invånare per kvadratkilometer. Trakten runt Greinton består till största delen av jordbruksmark.